# Incunable chileno
Se llama incunable chileno (del latín incunabulae, ‘en la cuna’) a todo libro impreso en Chile, desde la publicación del Modo de ganar el Jubileo Santo impreso en Santiago en 1776 hasta la publicación de la Aurora de Chile el 13 de febrero de 1812, lo que significó el comienzo de la prensa chilena.
El término fue acuñado por Ramón A. Laval, luego de que encontrase en la Biblioteca Nacional de Chile, en 1910, el libro el Modo de ganar el Jubileo Santo, y que fue publicado en una edición facsimilar donde utilizó el término. En sus propias palabras: «A los modestos impresos santiaguinos anteriores a la prensa de la Aurora de Chile, se les ha dado el nombre de incunables chilenos, pues ellos pertenecen al período de la cuna del arte en nuestro país».

## Listado de incunables chilenos
El listado de incunbales chilenos está compuesto por 42 ejemplares.
| Nro. | Imagen   | Título                                                                     | Año         |
| ---- | -------- | -------------------------------------------------------------------------- | ----------- |
| 1    | flotando | Modo de ganar el Jubileo Santo                                             | 1776        |
| 2    |          | El Ministro Protector del Real Colegio Carolino                            | 1780        |
| 3    |          | Esquela de convite enviada por D. Josh Ignacio Gutiérrez                   | 1780        |
| 4    |          | Hesperiae Monarchae Indiarumque Imperatori                                 | 1780        |
| 5    |          | Despacho de entrada por Cordillera                                         | 1782        |
| 6    |          | Leyes instructivas del Depósito                                            | 1783        |
| 7    |          | Leyes instructivas de la Portería                                          | 1783        |
| 8    |          | Leyes instructivas de la Ropería                                           | 1783        |
| 9    |          | Modo de la Abstinencia de este convento                                    | 1783        |
| 10   |          | Distribución de las Oras del día                                           | 1783        |
| 11   |          | Libro de Órdenes expedidas durante el gobierno de D. Ambrosio de Benavides | 1783        |
| 12   |          | B. L. M. á U. Don Thomas Albarez Acevedo                                   | 1787        |
| 13   |          | Don Francisco Rerigifo y Becerril                                          | 1787        |
| 14   |          | Don Judas Tadeo Reyes                                                      | 1787        |
| 15   |          | B. L. M. sus más atentos servidores                                        | 1787        |
| 16   |          | El Coronel de Milicias del Regimiento de Infantería                        | ¿1788-1789? |
| 17   |          | Real Renta de Correos                                                      | 1790        |
| 18   |          | Real Renta de Correos                                                      | 1790        |
| 19   |          | Valga para el reynado de S. M.                                             | 1790        |
| 20   |          | Valga para el reynado de S. M.                                             | 1791        |
| 21   |          | Dn ... Superintendente de esta Real Casa de Moneda                         | 1795        |
| 22   |          | Dn ... Superintendente de esta Real Casa de Moneda                         | 1795        |
| 23   |          | Directorium. Ad Horas Canonicas                                            | 1800        |
| 24   |          | Directorium Pro Diuino Officio                                             | 1801        |
| 25   |          | B. L. M. ... ha estado aber a V.                                           | 1802        |
| 26   |          | Obispado de Santiago de Chile                                              | 1802        |
| 27   |          | Esquela de convite                                                         | 1802        |
| 28   |          | Don Luis Muñoz de Guzmán                                                   | 1806        |
| 29   |          | B. L. M. Don Pedro Thomas Alliende                                         | 1806        |
| 30   |          | El Deán y Cavildo de esta Santa Iglecia                                    | 1807        |
| 31   |          | B. L. M. D. Ignacio Landa                                                  | 1807        |
| 32   |          | B. L. M. D. Pedro Menendez Arguelles                                       | 1807        |
| 33   |          | B. L. M. El Dr. D. José María Luxan                                        | 1808        |
| 34   |          | El D. D. Pedro y D. José María del Pozo y Silva                            | 1809        |
| 35   |          | B. L. M. Fernando Maqueuz                                                  | 1810        |
| 36   |          | Para el día diez y ocho del corriente                                      | 1810        |
| 37   | flotando | Para el día 18 del corriente à las 9 de la mañana                          | 1810        |
| 38   |          | El Cabildo lo comvida à V. à la Missa                                      | 1811        |
| 39   |          | El Cabildo lo comvida à V. para la elección de Diputados                   | 1811        |
| 40   |          | Don ... Tesorero de esta Real Aduana                                       | 1811        |
| 41   |          | Año de ... Real Aduana de Santiago de Chile                                | 1811        |
| 42   |          | Don ... Tesorero de esta Real Aduana                                       | 1811        |